# جون جوزيف جونز
جون جوزيف جونز (بالإنجليزية: John Joseph Jones)‏ هو مغني وشاعر أسترالي، ولد في 1930، وتوفي في 2000.